# البورصة المصرية
البورصة المصرية هي سوق الأوراق المالية الرسمية في مصر هي مؤسسة تضم بورصة القاهرة وبورصة الإسكندرية في مصر. وتدار كلتاهما من نفس المدراء ويتشاركان في نفس المعاملات التجارية، أي أنهما مؤسسة واحدة لكن في موقعين منفصلين. ولقد تأسست بورصة الإسكندرية في عام 1883، في حين تأسست بورصة القاهرة في عام 1903.
في عام 1907 احتلت بورصتا القاهرة والإسكندرية المرتبة الخامسة عالمياً من حيث المعاملات وقيمة التداول، حيث بلغ عدد الشركات المتداولة في بورصة القاهرة 228 شركة، بإجمالي رأس مال قيمته 91 مليون جنيه مصري في ذلك الوقت. وفي الأربعينيات احتفظت البورصتان مجتمعتين بالمركز الرابع عالمياً لكن الاقتصاد المركزي والسياسات الاشتراكية للدولة المصرية بدءاً من أواسط الخمسينيات أدت بالبورصة المصرية لأن تكون في حالة من الجمود ما بين عامي 1961 و1992.
وفي مرحلة التسعينيات بدأت الحكومة المصرية برنامجاً لإصلاح الاقتصاد المصري وخصخصة الشركات الخاسرة التابعة للدولة. ما استلزم عودة البورصة المصرية إلى النشاط مجدداً.

## رؤساء البورصة المصرية
- الدومورتيرا (1910 - 1925)
- ج. هـ. بيرير (1925 - 1929)
- إيلي نجار (1941 - 1947)
- اميل ليفى (1948 - 1958)
- إدوارد قورتي 1959
- محمد على حسن 1960
- فؤاد عبد الرحيم يوسف 1961
- شهدي عازر حنا (1962 - 1973)
- فؤاد محمد شاهين (1981 - 1990)
- أحمد حامد محمد (1990 - 1993)
- ناصف نظمي (1993 - 1996)
- عبد الستار بكري حسن
- شريف رأفت (1997 - 1998)
- سامح الترجمان (1997 - 2004)
- محمد سليمان عبد السلام (المرة الأولى في الفترة من 2004 - 2005)
- ماجد شوقي (من 2005 - 2010).
- خالد سرى صيام (15 يوليو 2010 - 21 مارس 2011)
- محمد سليمان عبد السلام (من مارس 2011 حتى 24 سبتمبر 2011).[4]
- محمد مصطفى عبد الجواد عمران.[5]
- عاطف ياسين الشريف (1 يوليو 2013 - 7اغسطس 2013) [6]
- محمد مصطفى عبد الجواد عمران [7]
- محمد فريد صالح (أغسطس 2017 - أغسطس 2022)
- رامي الدكاني (أغسطس 2022 - يشغل المنصب حاليا)[8]

## مؤشر EGX 30

سهم شركة المستودعات المصرية

مؤشر EGX 30 (المعروف بمؤشر CASE 30 سابقاً) هو مؤشر تم تصميمه وحسابه بمعرفة البورصة المصرية والتي بدأت في نشر بياناته اعتباراً من 2 فبراير 2003 عن طريق مروجي البيانات، نشرات البورصة، الموقع الإلكتروني للبورصة على الإنترنت، الصحف.. إلخ. وقد كان 2 يناير 1998 هو تاريخ بداية المؤشر بقيمة أساس تبلغ 1000 نقطة.
تم حساب مؤشر EGX 30 وفقاً للعملة المحلية والدولار ابتداء من 1998 وقد تم بدء نشر المؤشر مقوماً بالدولار في 1 مارس 2009.
يضم مؤشر EGX 30 أعلى 30 شركة من حيث السيولة والنشاط.
يتم ترجيح مؤشر EGX 30 برأس المال السوقي ويتم تعديله بنسبة الأسهم الحرة إلى إجمالي الأسهم المتضمنة فيه. يحسب رأس المال السوقي المعدّل للشركة المقيدة بعدد الأسهم المقيدة لهذه الشركة مضروباً في سعر إقفالها مضروباً في نسبة الأسهم الحرة.
يجب ألا تقل نسبة التداول الحر للشركة عن 15% كحد أدنى لكي يتم إدراجها في المؤشر. مما يضمن لمشاركي السوق أن مكونات المؤشر تعبّر بصدق عن الشركات التي ذات التداول النشط وأن المؤشر يعد مقياس جيد وموثوق به للسوق المصرية.

## مؤشر EGX 70
أنشأت البورصة المصرية مؤشر سعري جديد يحمل اسم (EGX 70) بدءً من 1 مارس 2009، حيث يقيس المؤشر الجديد أداء السبعين شركة الأكثر نشاطاً في السوق المصري بعد استبعاد الشركات الـ 30 الأنشط المكونة لمؤشرEGX 30.
ويقوم مؤشر EGX 70 بقياس التغير في أسعار إغلاق الشركات دون ترجيحها برأس المال السوقي، وقد بدأ حسابه بأثر رجعي بداية من 1/1/2008.

## مؤشر EGX 100

سهم شركة السكر والتقطير المصرية

دشنت البورصة المصرية مؤشر سعرى جديد يحمل اسم (EGX 100) بدءً من 2 أغسطس 2009، حيث يقيس المؤشر الجديد أداء المائة شركة الأكثر نشاطاً في السوق المصري متضمنة الشركات الـ 30 الأنشط المكونة لمؤشر EGX 30 والشركات الـ 70 المكونة لمؤشر EGX 70.
ويقوم مؤشر EGX 100 بقياس التغير في أسعار إغلاق الشركات دون ترجيحها برأس المال السوقى، وقد بدأ حسابه بأثر رجعى بداية من 1/1/2006.

## الربط مع مصر للمقاصة
في أول 2005 قامت مصر للمقاصة بالربط الآلي بين بورصتي القاهرة والإسكندرية وشركات السمسرة وأمناء الحفظ المركزي وشركة مصر للمقاصة والتسوية وهيئة سوق المال.

## بورصة النيل
أطلق وزير الاستثمار الأسبق د/محمود محي الدين والسيد ماجد شوقي رئيس البورصة المصرية في الخامس والعشرين من أكتوبر 2007 بورصة النيل أول سوق لقيد وتداول الشركات الصغيرة والمتوسطة في منطقة الشرق الأوسط وشمال أفريقيا، وذلك كمبادرة من البورصة المصرية لدعم الشركات المتوسطة والصغيرة للتغلب على المعوقات التمويلية التي تواجهها وتحد من فرص نموها.

## وصلات خارجية
- البورصة المصرية
- وقفة احتجاجية لـ«موظفي البورصة» ضد قيادات سوق المال، المشهد في 16 سبتمبر 2011
- العاملون بصندوق حماية المستثمر بالبورصة يضربون عن العمل، أخبار مصر في 24 فبراير 2013